# Igreja do Salvador de Real
A Igreja do Salvador de Real é uma igreja românica situada em Real, no município de Amarante em Portugal. Foi edificada no primeiro quartel do século XIV. No entanto, foi profundamente alterada durante o período barroco no século XVIII.
Em 1938 deixou de ser igreja matriz e desde 2010 que integra a Rota do Românico.
Encontra-se em estudo a sua classificação arquitetónica.